# Hope Valley
Hope Valley (en español Valle Esperanza) es un lugar designado por el censo situado en la localidad de Hopkinton en el condado de Washington, Rhode Island en los Estados Unidos. Según un censo de los Estados Unidos del 2000, la población de la aldea es de 1.649 habitantes. Es la ciudad natal del cantante de música country Billy Gilman.

## Geografía
Hope Valley está situado en 41°30 al N, 71°42 al W (41.511877, -71.715411) del ′ 43 del ′ 55 GR1. Según la oficina de censo de Estados Unidos, la aldea tiene un área total de 9,1 kilómetros² (3,5 millas²). 8,5 kilómetros² (3,3 millas²) de él son tierra y 0,5 kilómetros² (0,2 millas²) de él (5.43%) son agua.

## Demografía
Según la Oficina del Censo en 2000 los ingresos medios por hogar en la localidad eran de $43,264, y los ingresos medios por familia eran $47,857. Los hombres tenían unos ingresos medios de $33,462 frente a los $28,125 para las mujeres. La renta per cápita para la localidad era de $18,925. Alrededor del 3.8% de la población estaban por debajo del umbral de pobreza.